# 李春三
李 春三（リ・チュンサム、朝鮮語: 리춘삼、1955年10月20日 - ）は、朝鮮民主主義人民共和国の政治家。朝鮮労働党中央委員会委員候補。国家資源開発相、最高人民会議代議員などを歴任した。

## 経歴
1955年に生まれた。出生地は不明。2001年に採取工業省局長に就任し、2011年に採取工業副相に任命された。2013年4月2日に開催された最高人民会議第12期7回会議で国家資源開発相に任命され、2014年3月に最高人民会議第13期代議員に選出された。2016年5月9日に開催された朝鮮労働党第7次大会で朝鮮労働党中央委員会委員候補に選出された。2019年3月10日の実施された最高人民会議第14期代議員選挙で代議員に選出されず、4月10日に開催された最高人民会議第14期第1回会議で国家資源開発相を解任された。

## 参考サイト
- 북한정보포털

| 先代廉哲粹 | 国家資源開発相2013年 - 2019年 | 次代金哲洙 |